# 백서후
백서후(본명: 유한준, 1996년 8월 25일~)는 대한민국의 배우이다.
2024년 낮과 밤이 다른 그녀를 통해 코리아 드라마 어워즈 남자신인상을 수상했다.

## 출연
- 2021년 : JTBC 《아이돌 : 더 쿠데타》- 태영 역
- 2021년 : 웹드라마 《썸툰2021》
- 2022년 : 시리즈온 《컬러리쉬 2》
- 2022년 : KBS2 월화드라마 《미남당》- 조나단 역
- 2023년 : 티빙 드라마 《소리사탕-나를 채우는 너의 소리》- 부현준 역
- 2023년 : KBS2 월화드라마 《가슴이 뛴다》- 리만휘 역
- 2024년 : JTBC 《낮과 밤이 다른 그녀》- 고원 역
- 2025년 : 티빙 드라마 《스터디그룹》- 마민환 역